# Diskusfische
Diskusfische oder Diskusbuntbarsche (Symphysodon) sind eine Gattung der Süßwasserfische in der Familie der Buntbarsche aus dem Amazonasstromsystem im tropischen Südamerika.

## Aussehen
Von allen anderen Cichliden (außer den nahe verwandten Skalaren) unterscheiden sich Diskusfische durch ihren stark zusammengedrückten und hochrückigen Körperbau. Gemeinsam mit den nicht verlängerten, gerundeten Rücken- und Afterflossen, die aufgrund ihrer starken Beschuppung kaum angelegt werden können, dem langen rundlichen Stirnprofil und der sehr kurzen Schnauze mit kleinem Maul und wulstigen Lippen, bieten sie das Erscheinungsbild der namensgebenden Diskusscheibe.
Auch die transparenten, relativ großen Brustflossen, die bis zur Körpermitte reichen, sind abgerundet. Demgegenüber laufen die schmalen und langen Bauchflossen spitz zu. Die jeweilige Körperzeichnung setzt sich in den unpaarigen und den Bauchflossen fort. Immer liegt ein breiter Vertikalstreifen über dem dunkelbraunen bis leuchtend roten Auge. Insgesamt sieben bis neun weitere Transversalstreifen verteilen sich über den Körper; der letzte liegt immer an dem ebenfalls stark beschuppten Schwanzflossenansatz. Je nach Art beziehungsweise Vorkommen treten diese Bänder stimmungsabhängig mehr oder weniger intensiv hervor.
Wiederum nach Art oder Vorkommen unterschiedlich treten verschieden intensive blaue und wellige Horizontalstreifen auf. Manchmal nur an der Stirn oder im Kopfbereich, manchmal nur unterhalb der Rückenflosse, aber auch dicht über den ganzen Körper verteilt. Wenige Populationen tragen zwischen der hoch am Körper liegenden Seitenlinie und der Afterflosse eine rötliche Sprenkelzeichnung.
Diskusbuntbarsche verfügen über eine deutlich reduzierte Bezahnung des Schlundknochens. Aber die Symphyse, die Nahtstelle zwischen den beiden Kiefern, trägt wenige einspitzige Zähne. Auf dieses besondere anatomische Merkmal nimmt der wissenschaftliche Gattungsname Bezug.
Die Größe adulter Tiere beträgt in freier Natur, in der Regel, zwischen 12 und 16 Zentimeter, kann aber bei Nachzuchten oder unter optimalen Umwelt- oder Haltungsbedingungen auch bis zu 20 Zentimeter erreichen.

## Vorkommen

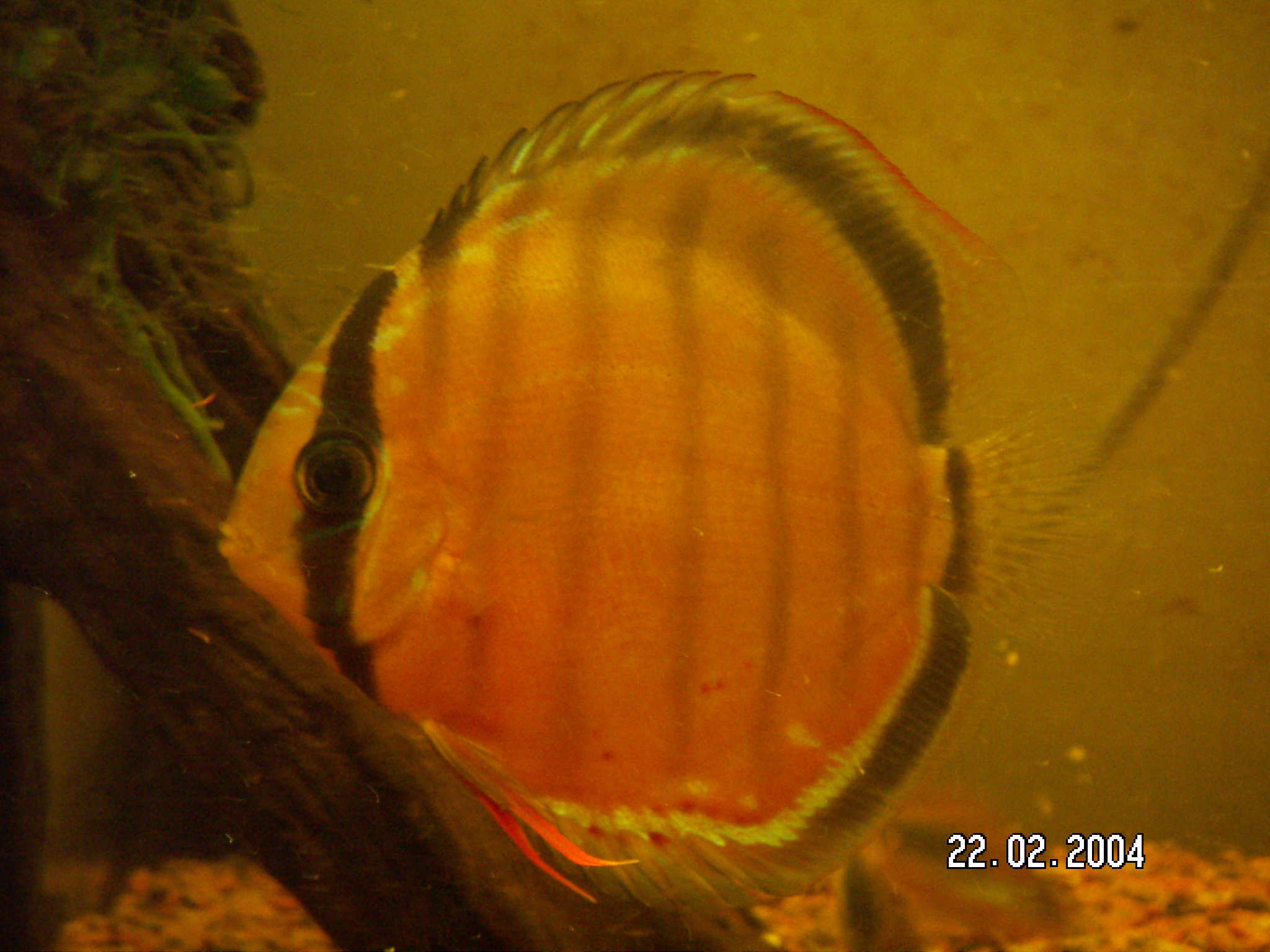
Symphysodon aequifasciatus

Ihr bisher bekanntes, sehr großes Verbreitungsgebiet in Amazonien erstreckt sich von der peruanischen Stadt Iquitos im Westen bis zum Beginn des Amazonasdeltas vor der brasilianischen Atlantikküste. Aus dem Hauptstrom, dem sogenannten Solimoes heraus, haben sich Diskusbuntbarsche die Unterläufe aller großen Amazonas-Zuflüsse erschlossen. Innerhalb dieses riesigen Bereichs, nahe unterhalb des Äquators, sind die Vorkommen nicht geschlossen. Sie liegen zwar dicht beieinander, bleiben aber überwiegend inselartig. Dies hat zur Ausbildung von sehr unterschiedlich gezeichneten und gefärbten Populationen und zur wissenschaftlichen Beschreibung mehrerer Arten und Unterarten geführt.

## Ökologie
Zur Ökologie der natürlichen Lebensräume der Diskusbuntbarsche liegen ab den 1960er Jahren sehr gründliche und sorgfältige Untersuchungen des Freiburger Limnologen und Fischereibiologen Rolf Geisler vor. Geisler stellte fest, dass Diskusbuntbarsche alle Gewässertypen (Weiß-, Klar-, Schwarz- und Mischwasser) Amazoniens besiedeln. Aber immer ist das Milieu relativ lebensfeindlich, das heißt sehr warm (mindestens 29 bis zu 34,2 °C), im sauren Bereich (pH-Werte zwischen 4 und 6,5) sowie weitestgehend frei von gelösten Mineralien und organischen Belastungen (elektrische Leitfähigkeit < 30 µS/cm, Gesamthärte < 1 °dGH, Gesamtammoniumgehalt < 0,5 mg/l).
Diskusbuntbarsche leben in den Ufer- und Überschwemmungsbereichen ihrer Wohngewässer, nicht aber an Flachufern, sondern nur an Steilufern mit einer Wassertiefe von mindestens 1,5 m. Ihre Habitate sind in der Regel vegetationsfrei aber durch Wurzeln, Totholz, dicke Falllaubschichten oder überschwemmte Landvegetation strukturiert und dadurch deckungsreich. Gelegentlich bedecken Schwimmpflanzen und schwimmende Inseln ihre Biotope. Diskusbuntbarsche werden aber auch über zerklüfteten und scharfkantigen Lavariffen und in felsigen, nischenreichen Uferzonen angetroffen.
Nach den Ergebnissen von Magenuntersuchungen, die Geisler an Diskusbuntbarschen unterschiedlicher Populationen vornahm, ernähren sie sich überwiegend von Zooplankton, Insektenlarven, kleinen Borstenwürmern, kleinen Süßwassergarnelen und pflanzlichem Detritus. Einen besonders großen Anteil an der Ernährung haben Eintagsfliegen-, Zuckmücken- und Büschelmückenlarven. Nahrung, die sich im Bodengrund oder unter pflanzlichem Substrat verbirgt, wird durch anpusten mit einem gezielten Wasserstrahl freigelegt und dann aufgenommen.
Offenbar sind alle Diskusbuntbarsche von Parasiten befallen. Vor allem Darmflagellaten und Kiemenwürmer werden als regelmäßige Begleiter festgestellt. Gesunden Wirtstieren schaden sie aber konstitutionell nicht.

## Fortpflanzung
Diskusbuntbarsche erreichen die Geschlechtsreife in einem Alter zwischen sieben und zwölf Monaten. Sie leben in mehr oder weniger großen sozialen Verbänden, in Schulen, aus denen heraus sich Paare bilden. Die während der Balz deutlich hervortretende Legeröhre des Weibchens, ist das einzige sichere Merkmal zur Unterscheidung der Geschlechter. Nach Geisler steht die Fertilität in Korrespondenz mit der Verfügbarkeit bestimmter Nährtiere (Süßwassergarnelen der Gattung Macrobrachium), die den Hormonhaushalt der Fische beeinflussen.
 Nach einer nur wenige Stunden dauernden, ritualisierten Vorbalz, wird ein Laichsubstrat ausgewählt, bei dem es sich immer um eine belebte (Pflanzenteil) oder unbelebte (Holz, Stein) senkrechte Fläche handelt. Der ausgewählte Laichort wird von dem Paar mit den Mäulern gründlich gereinigt. Aus den bis zu 300 Eiern (durchschnittliche Länge 1,4 mm, Breite 1,17 mm), die mit kurzen Haftfortsätzen an dem Substrat kleben, schlüpfen die Larven nach etwa zweieinhalb Tagen. Beide Eltern unterstützen den Schlupfvorgang, indem sie die Larven aus den Eihüllen herauskauen. Anschließend werden die Larven, die ebenfalls über Haftorgane verfügen, wiederum an einer senkrechten Fläche traubenförmig befestigt. Bis sie freischwimmen, werden sie von beiden Eltern mehrmals umgebettet. Etwa vier Tage nach dem Schlupf schwimmen die Larven frei und beginnen sofort mit der Nahrungsaufnahme.

Nach Blüm & Fiedler wird das Brutpflegeverhalten bis zum eigentlichen Laichvorgang durch die männlichen Sexualhormone Testosteron und Androsteron gesteuert, die Laich- und Larvenbetreuung jedoch von dem Hypophysenhormon Prolaktin. Das Prolaktin wirkt sich nicht nur ethologisch auf das Brutpflege- und Sozialverhalten der Diskusbuntbarsche aus, es führt auch zu einer leichten Schwellung der Oberhaut und regt die Vermehrung der Schleimzellen an. Das ist wichtig, weil sich die Larven von der Oberhaut ihrer Eltern ernähren: sie beißen winzige Partikel aus der elterlichen Epidermis, in der sich während der Brutpflegezeit Kohlenhydrate und Fette anreichern. Diese Art der Larvenernährung wurde zwar auch bei anderen Buntbarschen beobachtet (Pterophyllum altum, Australoheros facetum und Astronotus sp.), ist aber nur bei den Diskusbuntbarschen so einzigartig ausgeprägt. Bei der Jungfischernährung lösen sich die Eltern regelmäßig ab, wobei sie ihren Nachwuchs durch Bewegungs- und Farbreize zum Wechsel anregen. Ab etwa dem vierten Lebenstag beginnen die Diskuslarven mit der Aufnahme anderer Nahrung, sind aber wenigstens vier Wochen auf die Elternhaut als Grundnahrung angewiesen.

## Systematik
Am 2. November 1833 fing der österreichische Forschungsreisende Johann Natterer am unteren Rio Negro im Bereich der brasilianischen Stadt Manaus das einzige Typusexemplar der von Johann Jakob Heckel 1840 als Symphysodon erstbeschriebenen Buntbarschgattung. Das Exemplar ist zugleich der Holotypus des sogenannten Echten Diskus Symphysodon discus Heckel, 1840. In der Folge wurden andere Arten und Unterarten wissenschaftlich beschrieben, deren Zuverlässigkeit aber auch immer angezweifelt und heftig diskutiert wurde. Grund dafür ist, dass die klassischen metrischen und meristischen (zählbaren) Bestimmungskriterien (zum Beispiel die Erhebung der Flossenstrahlen, Wirbel- und Schuppenzahlen) bei Diskusbuntbarschen zu keinen eindeutigen Abgrenzungen führen. Diese Merkmale sind innerhalb der Gattung, innerhalb der beschriebenen Arten und innerhalb des riesigen Verbreitungsgebiets so variabel, dass sie gleichzeitig für alle beschriebenen Arten gelten. 

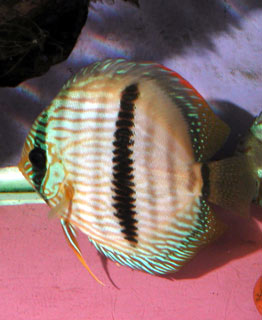
Symphysodon discus

Auch von Michael Kokoscha und Hartmut Greven 1996 an der Heinrich-Heine-Universität in Düsseldorf unternommene Isoenzym-Elektrophoresen führten lediglich zu einem überraschenden Ergebnis: es „spräche nichts dagegen, alle Diskusfische mit dem älteren Namen S. discus zu benennen“.
Zurzeit geht man von drei bis fünf Arten aus:
Symphysodon Heckel 1840.
mit den Arten
- Echter Diskus (Symphysodon discus Heckel, 1840).[8] Synonym: Symphysodon discus willischwartzi Burgess 1981. Heckel-Phänotyp; westlicher Guayana-Schild, Rio Negro und oberer Rio Uatumã, Rio Nhamunda und Rio Tombetas, westlicher Brasilianischer Schild, Rio Abacaxis und Schwarzwasser führende Nebenflüsse des Rio Madeira.

- Symphysodon aequifasciatus Pellegrin 1904.[9] Syn.: Symphysodon discus var.  aequifasciata Pellegrin 1904, Symphysodon aequifasciata aequifasciata Schultz 1960. Brauner Phänotyp; Amazonas östlich der Rio Negro-Mündung.

- Symphysodon tarzoo Lyons, 1959.[10] Syn.: Symphysodon discus tarzoo Lyons 1959, Grüner Phänotyp; westlicher Amazonas.

- Symphysodon sp. 1 (blauer Phänotyp; mittleres Amazonasbecken)[7]

- Symphysodon sp. 2 (Xingu-Phänotyp; östlicher Brasilianischer Schild, unterer Rio Tocantins und Rio Xingu)[7]

## Bedeutung für den Menschen
In Amazonien sind Süßwasserfische für viele Menschen die wichtigsten tierischen Eiweißlieferanten. Auch Diskusbuntbarsche werden zu diesem Zweck geangelt, harpuniert oder mit Netzen gefangen. Allerdings spielt ihr Anteil an der Gesamtmenge zum Verzehr gefangener Süßwasserfische keine bedeutende Rolle. Aber für relativ viele Familien ist der Lebendfang für die Aquaristik eine wichtige Einnahmequelle und nicht selten die einzige Lebensgrundlage.
Diskusbuntbarsche aus der Natur, sogenannte Wildfänge, sind seit rund sechzig Jahren sehr begehrte und teuer gehandelte Aquarienfische. Der Wunsch vieler Aquarienfreunde, Diskusbuntbarsche zu pflegen und sogar zu züchten, hat bis heute ganz entscheidenden Einfluss auf diese Liebhaberei insgesamt. Da diese Cichliden besonders sauberes, nahezu keimfreies und saures Wasser benötigen und ihre erfolgreiche Pflege von der Bewältigung und Prophylaxe zahlreicher bakterieller und parasitärer Erkrankungen abhängig ist, haben sie die Weiterentwicklung beispielsweise der Aquarienfiltertechnik, der Wasseraufbereitung, der Futtermittelherstellung und der Fischpharmazie ganz entscheidend angeregt. Die meisten Untersuchungen zur Biologie und Ökologie ihrer Lebensräume basieren überwiegend auf dem aquaristischen Interesse an diesen Fischen. Eine gefürchtete hochansteckende Erkrankung in Aquarienhaltungen ist die Diskusseuche.

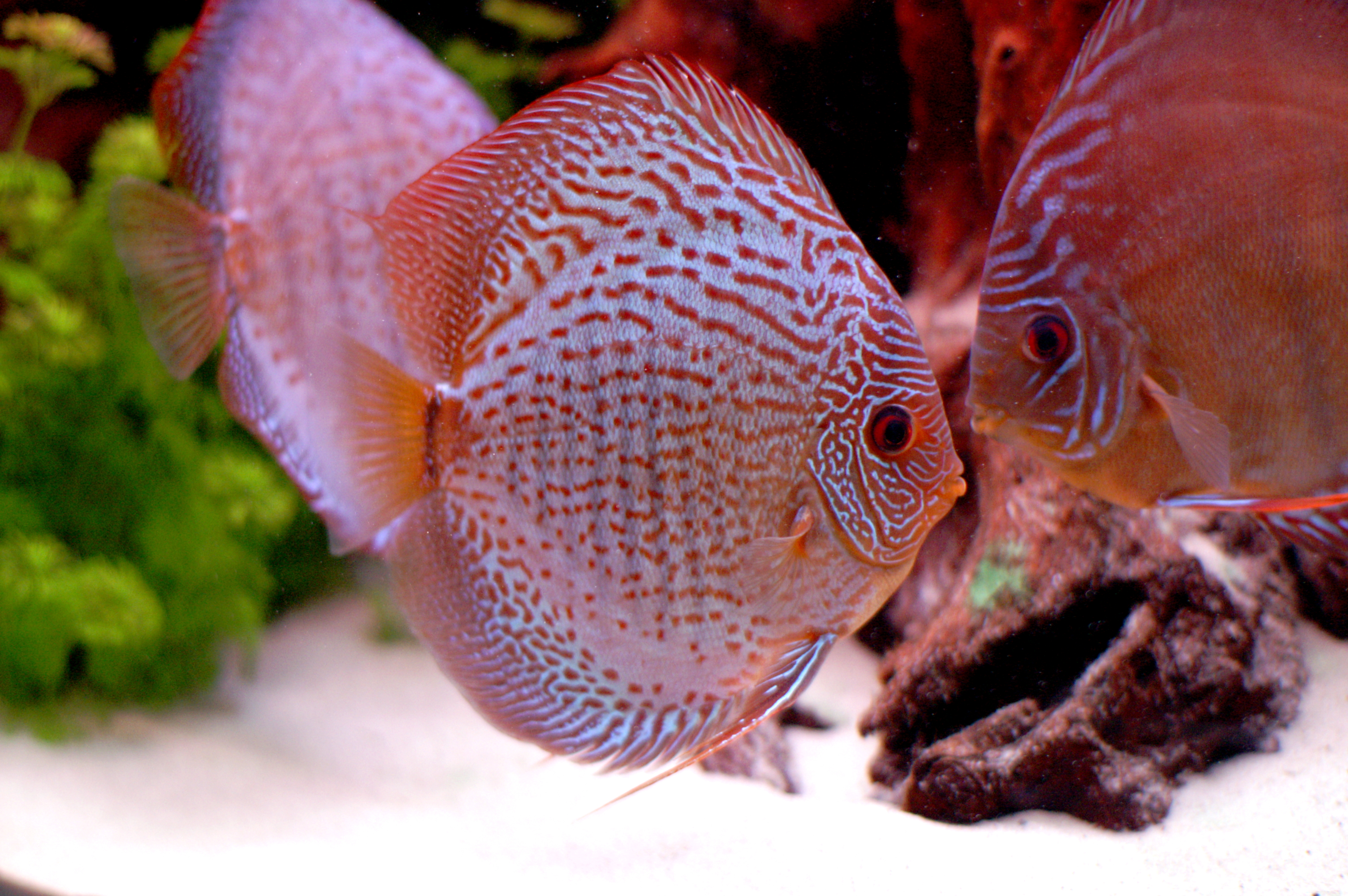
Zuchtform „Leopard Snakeskin“

Mit der Entwicklung künstlicher Aufzuchtmethoden begann in den 1970er Jahren auch die selektive Form- und Farbenzucht. Zahlreiche Zuchtformen tragen fantasievolle Namen wie „Ghost“, „Blue Diamond“, „Marlboro Red“ oder „Tangerine Dream“, zeigen bereits deutliche Domestikationserscheinungen und werden in Europa, den USA und in Südostasien im Rahmen internationaler Wettbewerbe nach ihrem Erscheinungsbild bewertet. Nur eine dieser Zuchtformen ist reinerbig: der auf einem mit massiven Gewebsdeformationen der Oberhaut einhergehenden genetischen Defekt beruhende „Pigeon Blood“.